# Borolia linita
Borolia linita är en fjärilsart som beskrevs av Achille Guenée 1852. Borolia linita ingår i släktet Borolia och familjen nattflyn. Inga underarter finns listade i Catalogue of Life.